# Jean-André Mongez
Pour les articles homonymes, voir Mongez.
Jean-André Mongez, né à Lyon le 21 novembre 1750 et mort à Vanikoro, lors de l'expédition de La Pérouse, en mai 1788, est un scientifique, minéralogiste et religieux génovéfain embarqué avec La Pérouse dans son voyage d'exploration de l'océan Pacifique au cours duquel il disparait en 1788.

## Biographie

### Origines et famille
Né à Lyon, le 21 novembre 1750, Jean-André Mongez est le fils de Louis Mongez (1716-1791), négociant et marchand de dorures et de Marie Jacqueline Rozier (1730-1793), sœur de l’abbé Rozier (1734-1793). Le jour de sa naissance, il est baptisé en l’église Saint-Nizier et a pour parrain son oncle, André Mongez (1727-1793), et pour marraine sa tante, Jeanne-Aymée Rozier (1732-1813).

### Jeunesse
Orienté vers les ordres, comme son frère aîné, Antoine Mongez (1747-1835),  il devint chanoine régulier de Sainte-Geneviève (devenue le Panthéon), et gagna Paris où il se fit un nom dans les sciences, celui de Mongez cadet ou encore Mongez-le-jeune, pour le distinguer de son frère Antoine, dit « Mongez aîné ».
Son oncle, l'abbé Rozier, l’associa à ses travaux du Journal de Physique et du Cours complet d’Agriculture.  Directeur du Journal de Physique à partir de 1779, il y fit insérer nombre de ses articles dont un sur Les Ombres colorées du matin, un autre sur Les causes principales qui font fumer les cheminées, sujet qui avait été proposé quelques années auparavant par l’Académie de Bordeaux. Il s’occupa avec prédilection de l’étude des sciences physiques. Madame Manon Roland, girondine qui allait être guillotinée pendant la Révolution, rapporte d’ailleurs en 1784 qu’il avait fait un voyage dans les Pyrénées d’où il avait rapporté quelques morceaux curieux. On le vit aussi parcourir le massif de l’Oisans en Dauphiné et identifier en 1783 un oxyde d’antimoine nommé valentinite.
Il appartenait à la Société d'histoire naturelle, aux académies de Rouen, Dijon et Lyon, et envoyait nombre de communications à l’Académie des sciences. Curieux, il s’intéressait à tout. On notera au passage qu’il avait déjà obtenu quelques voix pour entrer à l’Académie des Sciences.

### Aumônier de l’expédition de La Pérouse
Entraîné par ce goût des sciences naturelles et physiques, il s’embarqua, en 1785, avec Lapérouse, sur la Boussole, en qualité d’aumônier et de physicien et connut le même sort. Il recevait 600 livres d’appointements par an pour y exercer les fonctions d’aumônier et autant de supplément en qualité de physicien. En réalité, les compétences de Mongez s’étendaient à l’ornithologie, l’entomologie, la chimie de l’eau et des minéraux. Mongez reçut également, avant son départ, un brevet de correspondant du Jardin royal des plantes médicinales pour s’occuper de tous ces objets.

#### Les raisons de sa présence à bord
Le choix de Mongez de participer à l’expédition Lapérouse reste une question encore sans véritable réponse. Toutefois, on peut avancer plusieurs éléments qui eurent sans doute un rôle cumulatif :
- le rôle du Père Pingré, de Ste-Geneviève est souvent avancé[12]  mais Mongez présentait aussi l'avantage de cumuler les fonctions de prêtre et de scientifique, ce qui était décisif compte tenu de l’exiguïté des bâtiments. Il était en outre directeur de l’une des principales revues scientifiques de l’époque, le Journal de Physique, qui se lisait comme un supplément aux volumes de l’Académie des Sciences dont Mongez avait failli faire partie. Aussi était-il connu de la communauté scientifique de l’époque dont il accueillait volontiers les articles dans ses colonnes.
- Il était surtout le neveu de l’abbé Rozier, célèbre agronome, auteur d’un Cours Complet d’Agriculture ou Dictionnaire d’agriculture qui connaissait un franc succès. Rozier, avec qui Mongez avait des rapports très étroits, familiaux certes mais surtout intellectuels, était par ailleurs fort inséré dans la vie scientifique mais aussi dans le milieu maçonnique. Il fut l’un des fondateurs du Grand Orient de France en qualité de président de la Chambre des provinces. Introduit aussi dans l'univers philosophique, il avait été l'ami de Jean-Jacques Rousseau, (mort en 1778). De plus Rozier, et cet argument est décisif, avait aussi pour ami intime le Lyonnais Claret de La Tourrette (1729-1793), botaniste, avec lequel il avait publié des Démonstrations élémentaires de botanique plusieurs fois réimprimées et dont le frère, Claret de Fleurieu (1738-1810), futur ministre de la Marine (1789-1791), avait été chargé par Louis XVI d’établir les instructions pour le voyage de Lapérouse.

#### Embarqué avec tout son matériel
Catherine Gaziello s’intéresse à ce qu’il embarqua : Mongez, quant à lui, ne s’intéresse guère à l’histoire naturelle : il emporte seulement le livre d’Albin sur les oiseaux, et les travaux publiés de M-E Bloch sur les poissons. En fait, la physique constitue son domaine de prédilection. S’il ne prend comme ouvrage de référence que la collection du Journal de Physique, elle-même assez importante (28 volumes depuis 1752), il dépense 1534 livres 6 sols pour monter son cabinet à bord de La Boussole. Comme Lamanon, Mongez s’adresse aux meilleurs ateliers parisiens. À Vinçard, il achète 130 livres une machine pour mesurer la température et la salure de l’eau à différentes profondeurs ; à Dellebarre, une loupe à cinq verres montée en cuivre sur un pied. Chez Mossy, il fait l’emplette d’un anémomètre. Sykes lui fournit une loupe. Pour tout le petit appareillage, Mongez s’adresse à Assier-Perricat, l’un des meilleurs constructeurs français de thermomètres et baromètres. Il convient d’un prix de 192 livres avec Madame Launoi, marchande d’histoire naturelle rue Platrière, Hôtel des Eaux minérales, au 3e pour une caisse de minéralogie portative. À la veuve Rouelle, apothicaire rue Jacob, c’est un coffre chimique complet qu’il achète et paye 316 livres 6 sols. Mongez s’adresse aussi à des professeurs célèbres, comme le démonstrateur de physique Rouland, neveu et successeur de Sigaud de la Fond : pour 122 livres 6 sols, Rouland vend à Mongez un appareil pour les airs. Par l’intermédiaire de Madame veuve Tilliard et fils, Mongez achète à Saussure, le célèbre professeur genevois, deux hygromètres, deux électromètres et un thermomètre à l’esprit de vin, le tout pour 210 livres.
Mongez s’embarqua donc sur la Boussole avec de nombreux ouvrages, mais aussi des produits chimiques destinés à l’analyse des roches. Ceux-ci, pour ne pas craindre un incendie, furent placés sur le gaillard d’avant par La Pérouse lui-même. Mongez se limitait donc à son cabinet de physique, mais il le montait au grand complet.
Par chance, La Pérouse tenait un journal» dans lequel il consignait la vie de l’expédition. La grosse partie de ces notes nous sont parvenues : à plusieurs reprises, La Pérouse les confia à des tiers, lors de ses escales, pour qu’elles parviennent à Versailles. Cependant, la plupart des scientifiques de l’expédition refusèrent de faire de même avec leurs rapports, si bien qu’ils sont aujourd’hui pour la plupart perdus. À relire le journal de Lapérouse, il est donc possible d’entrevoir le rôle de Jean-André Mongez. Ce dernier fut choisi comme rédacteur du Journal de Physique; il devait examiner les minéraux, en faire l’analyse, et contribuer aux progrès des différentes parties de la physique »

#### Collaborateur de Lamanon et homme de terrain
Dans l’expédition, Mongez était le collaborateur de Lamanon, un naturaliste distingué. Un rapport qu’ils réalisèrent en commun est parvenu en France. Les deux savants, lors de l'escale aux Canaries, firent dans un but scientifique l'ascension du Pic de Ténériffe, un volcan en activité, le 24 août 1785. Ils atteignirent le sommet à 1900 toises au-dessus du niveau de la mer (3703 m). Le thermomètre qui marquait 9° Réaumur (11 °C) dans l'air environnant s'éleva jusqu'à 34° Réaumur (42 °C) placé dans les vapeurs chaudes, aqueuses, et d'acides sulfureux. Ils trouvèrent dans les orifices par où s'échappaient ces vapeurs de très beaux cristaux de soufre en forme d'octaèdres rhomboïdaux de près d'un pouce de haut (2,7 cm). L'hygrométrie de l'air fut mesurée à 64°, par un vent impétueux. La pression fut mesurée à 19 pouces 1 ligne (1030 mmHg), ce qui fit bouillir l'eau à 71° Réaumur (89 °C).
En fait, Lamanon et l'abbé Mongez, tous deux naturalistes et minéralogistes, travaillèrent la main dans la main. Dans un rapport adressé de l'île Sainte-Catherine, sur la côte du Brésil, à Condorcet, secrétaire perpétuel de l'Académie des Sciences, Lamanon annonce que l'abbé Mongez se chargeait de l'étude des oiseaux, des animaux microscopiques, et de la cryptogamie, ainsi que de l'étude des mines et des analyses chimiques.
En avril 1786, l’expédition abordait l’île de Pâques. Mongez fut de la cohorte qui partit explorer l’intérieur de l’île, semer des graines dans tous les lieux qui paraîtraient susceptibles de les propager, examiner le sol, les plantes, la culture, la population, les monuments. Quelques jours plus tard, on recommença une autre sortie et on rapporta la difficulté de la marche à travers les collines couvertes de pierres volcaniques. Au Port des Français, en juillet 1786, Mongez se montra un naturaliste zélé et infatigable., cherchant à atteindre un sommet inaccessible. Le 4 mai 1787, Mongez se signala encore par sa participation à la reconnaissance de la baie de Suffren. En septembre 1787, Mongez et quelques autres firent l’ascension d’un volcan jusqu’à son cratère, depuis six heures du matin jusqu’à trois de l’après-midi : ils avaient eu souvent besoin de s’aider de leurs mains pour se soutenir entre ces rochers broyés, dont les intervalles présentaient des précipices très dangereux.
Outre le Pic de Ténériffe, Lapérouse, dans les relations de son voyage, cite fréquemment l'abbé Mongez : à Sainte-Catherine, à l'île de Pâques, en Alaska, en Tartarie, au Kamtchatka et aux îles Tonga. L'abbé Mongez collabora aussi à des études sur la pression atmosphérique.

#### Un scientifique encombrant
À bord, Mongez semblait très remuant n’hésitant pas, comme à Macao, à adresser conjointement avec d’autres savants, une lettre à Lapérouse pour se plaindre du peu de considération que le chef de l’expédition leur témoignait, Il en profite pour transmettre à l’Académie des Sciences ses réflexions sur les mouvements du bec du fou, un oiseau qui attrape les poissons en plongeant, et des considérations sur une nouvelle catégorie de feldspath. Au Kamtchatka, il tente de gravir le sommet d’un volcan. Lapérouse, que ce genre d’excursion ne passionnait guère relate avec ironie l’aventure : « Laissés au pied du pic par leurs guides Cosaques auxquels une superstition locale interdit d’escalader le volcan, les explorateurs (Mongez, Bernizet, Receveur) commencent à grimper, chargés des baromètres, thermomètres, etc. et ne parviennent au bord du cratère que neuf heures plus tard. Ils ramassent quelques roches, moins belles qu’à Ténériffe, observent avec les instruments qu’ils ont apportés, quand le brouillard les oblige à redescendre de la montagne et à remettre au lendemain, en cas d’éclaircie, une seconde tentative. Arrivés au début de la nuit à leur tente où les guides n’attendaient plus leur retour, ils attendent le jour, mais le temps n’a fait qu’empirer et l’on renonce définitivement à recommencer l’ascension. »
Ainsi, la participation de Jean-André Mongez à l’expédition Lapérouse fut sportive, enthousiaste et d’un haut degré scientifique.

### Le squelette de l'inconnu de Vanikoro

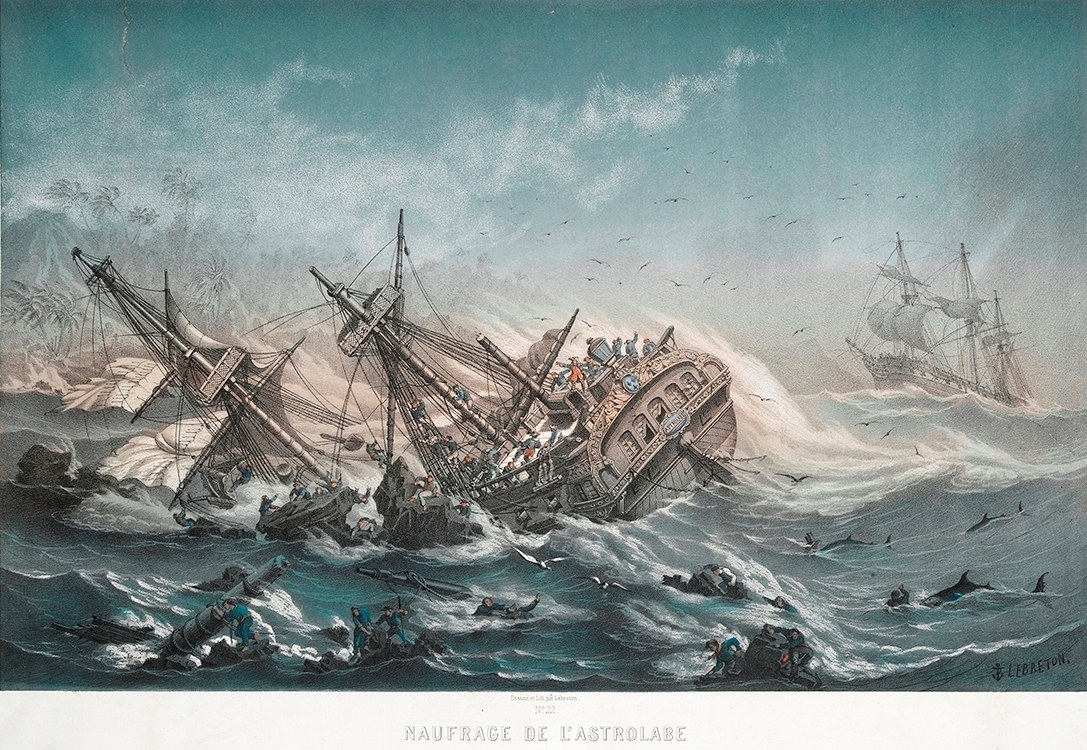
Le naufrage de L’Astrolabe et de La Boussole dans lequel disparait Jean-André Mongez en 1788.

En 1788, après trois ans de navigation, l'expédition disparait à Vanikoro. Les deux navires y font naufrage lors d'une tempête et les survivants se perdent définitivement en tentant de reprendre la mer sur une petite embarcation. En 2003, un squelette est découvert par l’association Salomon, lors des fouilles sous-marines de la Boussole dans la faille qui donne sur le lagon de Vanikoro (îles Santa Cruz). Son analyse et celle des objets trouvés avec lui livra de nombreuses informations.

#### Les caractéristiques du squelette
Le squelette présentait les caractéristiques suivantes : 
Il s’agissait d’un homme âgé de 30 à 35 ans avec une incertitude de 5 à 6 années, qui mesurait environ 1,68 mètre avec une incertitude de 4 centimètres. 
Sa dentition était bien entretenue, ce qui était inhabituel à l’époque. Ses dents étaient abrasées comme par un effet de mastication, et il était légèrement prognathe. 
Le péroné droit présentait une fracture diaphysaire nette, transversale, sans qu’il puisse être déterminé si cette fracture était ou non post-mortem. Il avait été victime dans l’enfance, ou l’adolescence, d’une fracture de l’humérus gauche et de la clavicule droite,
Il devait être gaucher, possédait une musculature peu à moyennement développée, ce qui semble exclure les marins astreints de longues années aux manœuvres et d’ailleurs, il avait été découvert dans le gaillard arrière de la Boussole où résidaient les officiers et les savants.

#### Les objets trouvés à proximité immédiate du squelette
Des objets ont été trouvés à proximité : cinq boutons d’habit en laiton dont l’un porte, gravées, une couronne et les initiales RV, quatre autres en laiton sans marque distinctive, trois boucles de soulier en argent ; un pistolet aux initiales GJC ou GH, une canule, un nombre très important de pièces de vaisselle aux armes ecclésiastiques (chapeau, cordon à douze houppes, six de chaque côté, posées sur trois rangs, et sur l’écu un cœur percé d’une flèche, indiquant une appartenance aux génovéfains.
Peu d’hommes embarqués sur la Boussole pouvaient correspondre au portrait de l’inconnu de Vanikoro ; quelques scientifiques ou certains officiers tout au plus embarqués sur la Boussole. L’enquête fut orientée, notamment, vers l’abbé Mongez. 
De l’ADN a été prélevé sur le squelette trouvé à Vanikoro ; il restait à le comparer à de l'ADN mitochondrial (transmis par les femmes) des descendants des Mongez.

#### Les indices d'identification
L’Association Sine Dolo, a fourni à l’Association Salomon qui pilotait les recherches : Un portrait d’Antoine Mongez, frère de l’Abbé, présentant un léger prognathisme, deux portraits de Jean-André Mongez, l’un de face, l’autre de profil ce dernier accusant également un léger prognathisme, un arbre généalogique exhaustif répertoriant les porteurs de l’ADN mitochondrial de la mère de l’Abbé Mongez. Des poils de barbe, de l’un de ces lointains porteurs, ont également été produits mais la comparaison avec le squelette a simplement pu établir qu’il n’y avait pas incompatibilité. Plus troublant encore, Mongez avait publié une étude sur un appareil destiné à réduire les fractures des jambes d’Albert Pieropan, prouvant ainsi qu'il était concerné par le sujet. Voici ce qu’en dit l’Association Salomon  : Aujourd’hui, si l’on répertoriait les nombreux objets retrouvés dans la Faille depuis le passage de la Marine nationale en 1964, en fonction de leur appartenance, tous les faisceaux nous dirigent vers Mongez ou Lepaute d’Agelet : le crucifix, la petite boîte aux huiles saintes frappée des armes du roi de France, la vaisselle de Mongez, la pierre d’autel. Il y a aussi ceux qui pourraient appartenir à Lepaute d’Agelet : lunette astronomique, quart de cercle et autres instruments d’observation. Autrefois, l’Association pensait que la Boussole avait explosé sous la violence du choc, mélangeant les objets. Elle penche plutôt maintenant pour la version d’une épave ordonnée : le navire s’étant encastré par l’arrière, l’avant s’étant répandu sur le tombant du récif, mais les parois de la faille que l’on a désormais atteintes sont les flancs encastrés de la frégate.
Deux portraits robots de l’inconnu de Vanikoro ont aussi été réalisés : l’un d’eux par ordinateur par les services de l’IRCGN, et l’autre en collaboration avec le docteur Jean-Noël Vignal, anthropologue médico-légal de cet institut par la sculptrice Elisabeth Daynes.
La  ressemblance entre ces différents portraits et ceux de l’Abbé ont certes beaucoup troublé, mais seule une étude comparative de l’ADN du squelette et d’un autre porteur d’ADN mitochondrial serait susceptible de confirmer l'une ou l'autre de ces hypothèses.

#### La destination du squelette
Le squelette reposera éternellement à Brest, mais on peut penser, s’il avait été prouvé que l’Inconnu de Vanikoro est sans l’ombre d’un doute Jean-André Mongez, qu’il aurait pu tout aussi bien reposer dans son caveau familial au cimetière de Loyasse à Lyon ou, plus fortement symbolique encore, qu’il rejoigne l'église des Génovéfains c'est-à-dire le Panthéon (qui conserve d’ailleurs les restes de Claret de Fleurieu, le principal organisateur de l’expédition Lapérouse).

## Publications de Jean-André Mongez
- Description, usages et avantages de la machine pour la fracture des jambes d’Albert Pieropan (1782, in-8).
- Expériences nouvelles pour essayer les cidres bons et mauvais et découvrir les préparations de plomb, de terres calcaires et la cendre qu’ils peuvent contenir.
- Il est surtout connu pour la première édition française (1784) d’un traité de minéralogie de Torbern Olof Bergman : Manuel du Minéralogiste ou Sciagraphie du règne minéral distribuée d’après l’analyse chimique. Cet ouvrage[29], mis à jour par Ferber, fut traduit par Jean-André Mongez et augmenté de longues notes pour chaque substance tandis qu’il donnait aussi les références d’autres ouvrages de chimie ou de minéralogie. En fait, Mongez-le-jeune en avait fait une édition critique à laquelle il adjoignit une planche d'instruments.